# Bougainvillekraai
De bougainvillekraai (Corvus meeki) behoort tot de familie van de kraaiachtigen. Deze vogel is genoemd naar zijn ontdekker, de Engelse natuuronderzoeker Albert Stewart Meek.

## Verspreiding en leefgebied
Deze soort is endemisch op Bougainville en omliggende eilanden nabij de noordelijke Salomonseilanden.

## Status
De grootte van de populatie is niet gekwantificeerd maar de soort wordt omschreven als algemeen. Op de Rode lijst van de IUCN heeft deze soort de status niet bedreigd.